# Moritz-Ziller-Denkmal
Im Lößnitzgrund befindet sich am Promenadenweg entlang des Lößnitzbachs in den westlichen Hang eingefügt das Moritz-Ziller-Denkmal, darauf eine unter einem Dreiecksgiebel befestigte Inschriftenplatte mit dem Text:

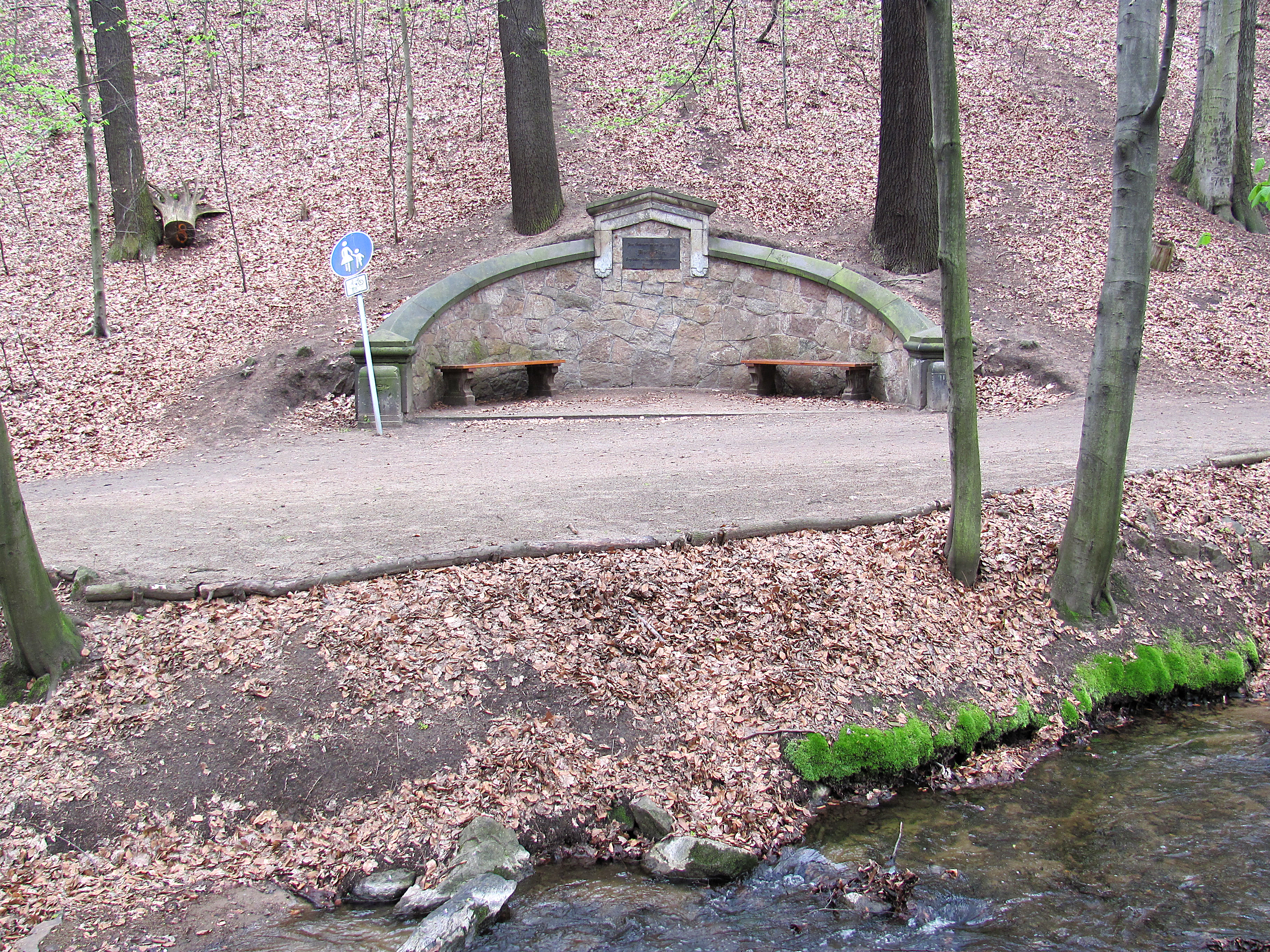
Das Moritz-Ziller-Denkmal befindet sich am Wanderweg des Lößnitzgrundes. Neben dem Wanderweg befindet sich der Lößnitzbach.

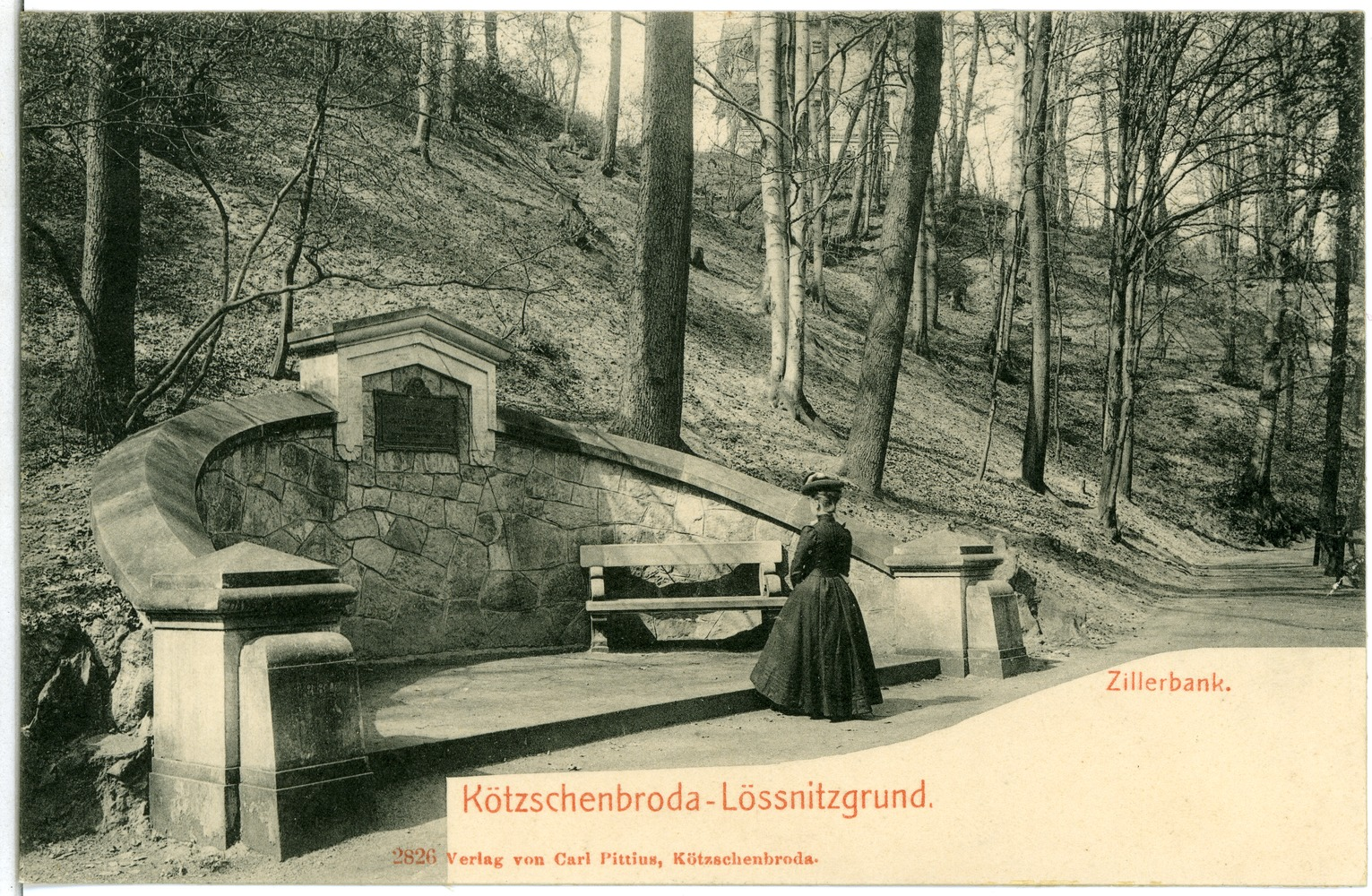
Moritz-Ziller-Denkmal 1903: Zu jener Zeit lebte Moritz Zillers Schwägerin Marie noch und führte das Baugeschäft.

Mit dem Denkmal ehrte der Verschönerungsverein für die Lößnitz seinen Gründer und langjährigen Vorsitzenden (1880–1892) Moritz Ziller (1838–1895), der 1895 verstorben war. Der jüngere der beiden Gebrüder Ziller, Gustav Ziller (1842–1901), lebte noch.
Das Bauwerk besteht aus einer über einem halbrunden Grundriss errichteten Zyklopenmauer mit Abdeckplatten, dazu zwei Bänke und die Inschrifttafel.
Zwischen Ende 2014 und Mitte 2016 wurde die schadhafte historische Gedenkplatte abgenommen und als Original archiviert sowie durch eine am selben Ort angebrachte Kopie ersetzt.
Das Kulturdenkmal liegt westlich des Bachlaufs auf Niederlößnitzer Flur, ist in der Denkmalliste jedoch als Lößnitzgrundstraße ohne Hausnummer eingeordnet. Die Adresse zum Finden des Denkmals am Rande des auch als Bilz-Wanderwegs bezeichneten Waldwegs des Verschönerungsvereins ist etwa gegenüber Lößnitzgrundstraße 41, wo das Wirtschaftsgebäude der Villa Annabella liegt, bzw. südlich von der Nr. 46, des ehemaligen Verwaltungsgebäudes des Elektrizitätswerks Niederlößnitz.
Etwas nördlich der Denkmalanlage mündet der Bach Rieselgrund auf dem gegenüberliegenden Ufer in den Lößnitzbach. Der Bach kommt aus der ebenfalls Rieselgrund genannten Bergschlucht, die vom Hochland bei Wahnsdorf zum Tal herunterführt. Auf dem Hang oberhalb des Denkmals liegt nach Süden der Park des Grundhofs, nach Norden liegt beispielsweise das wie dieser ebenfalls denkmalgeschützte, ehemalige Gasthaus „Zum Jägerhof“.